# Заповідник Лійва-Путла
Запові́дник Лі́йва-Пу́тла (ест. Liiva-Putla looduskaitseala) — природний заповідник, розташований в Естонії. Створений 8 травня 2007 року за ініціативою видатного естонського міколога Ераста Пармасто задля охорони вікового лісу, прилеглого однойменного болота і лісолуки (лісового пасовища). Це єдиний заповідник у країні, що спеціалізується на охороні грибів. Сучасна площа Лійва-Путла складає 101,8 га. Заповідник включений до європейської мережі природоохоронних територій Natura 2000.
Лійва-Путла розташований на заході Естонії, в повіті Сааремаа, в межах однойменної волості (раніше входив до волості Піхтла). Його територія займає центральну частину острова Сааремаа в околицях села Хаеска. Поблизу кордонів заповідника розташовані села Каалі-Лійва, Лійва-Путла та Реекюла. Територія поділена на дві зони: зона пріоритетної охорони включає ліс, буферна зона охоплює прилегле болото і лісолуку. Перебування людей у зоні пріоритетної охорони заборонене, буферну зону можна відвідувати, збирати в ній гриби, ягоди тощо.
Територія заповідника Лійва-Путла рівнинна. Природні ландшафти представлені трьома біоценозами: 1) спілим лісом з щільним деревостаном; 2) болотом на вапняковому ґрунті, вкритим рідколіссям; 3) лісовим пасовищем, де дерева розріджені, а трав'яний покрив набуває ознак лучного. Заповідний ліс спілий, в ньому багато старих дерев. До важливих листяних порід заповідника належить в'яз гладкий, на болоті звичайні сосни. Серед трав'яних рослин Лійва-Путла особливу цінність становлять орхідеї: у густині лісу в затінку можна натрапити на любку дволисту, а на ділянках лучного типу зростає билинець звичайний.
Втім, основні заходи охорони в заповіднику спрямовані на збереження грибів. Лійва-Путла — один з п'ятьох заповідників Європи та єдиний в Естонії, що створений спеціально для охорони їхніх оселищ. Незважаючи на малу площу заповідника на його теренах мешкає 12 рідкісних видів грибів. Серед них найважливіші банкера чорно-біла, Bankera violascens, Phellodon niger, Sarcodon fuligineoviolaceus, Tricholoma apium.
Фауна заповідника Лійва-Путле, з огляду на його малу територію, не становить природоохоронної цінності. З рідкісних для Естонії птахів тут відмічали волохатого сича.
Рідкісні гриби заповідника Лійва-Путла